# Nissan Rasheen
O Nissan Rasheen (日産・ラシーン, Nissan Rashīn) é um crossover compacto com tração nas quatro rodas produzido de novembro de 1994 a agosto de 2000 pela Nissan. Um protótipo foi exibido pela primeira vez no Tokyo Auto Show de outubro de 1993, onde foi muito bem recebido, deste modo, em dezembro de 1994, ele foi lançado com pequenas alterações. Foi oferecido com três distintos motores de quatro cilindros em linha: do original GA15DE de 1,5 litro, a um SR18DE de 1,8 litro maior e, finalmente, um SR20DE de 2,0 litros no Rasheen Forza.
O carro possui cinco assentos e uma carroceria robusta, peculiar e de estilo angular. Este carro tem tração nas quatro rodas, que são pequenas e curtas, é frequentemente comparada ao design dos carros da Europa Oriental, particularmente o Wartburg 353, mas também lembra os carros “Pike” da Nissan (Be-1, Pao, Figaro e S-Cargo). Igualmente ao Be-1 e ao Figaro, a sua produção foi realizada pelo fabricante contratado Takada Kogyo. Era exclusivo da rede de concessionárias japonesa Nissan chamada Nissan Red Stage.
O Rasheen compartilhou sua plataforma com o Nissan Sunny (B14), adotando, inclusive, o chassi NB14. Ele também utilizou componentes da transmissão de força do Nissan Pulsar (N14) com tração nas quatro rodas.

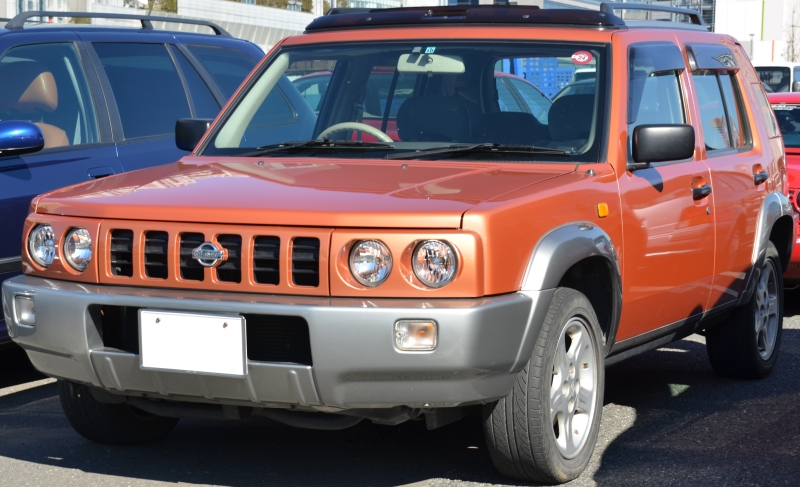
Nissan Rasheen Forza

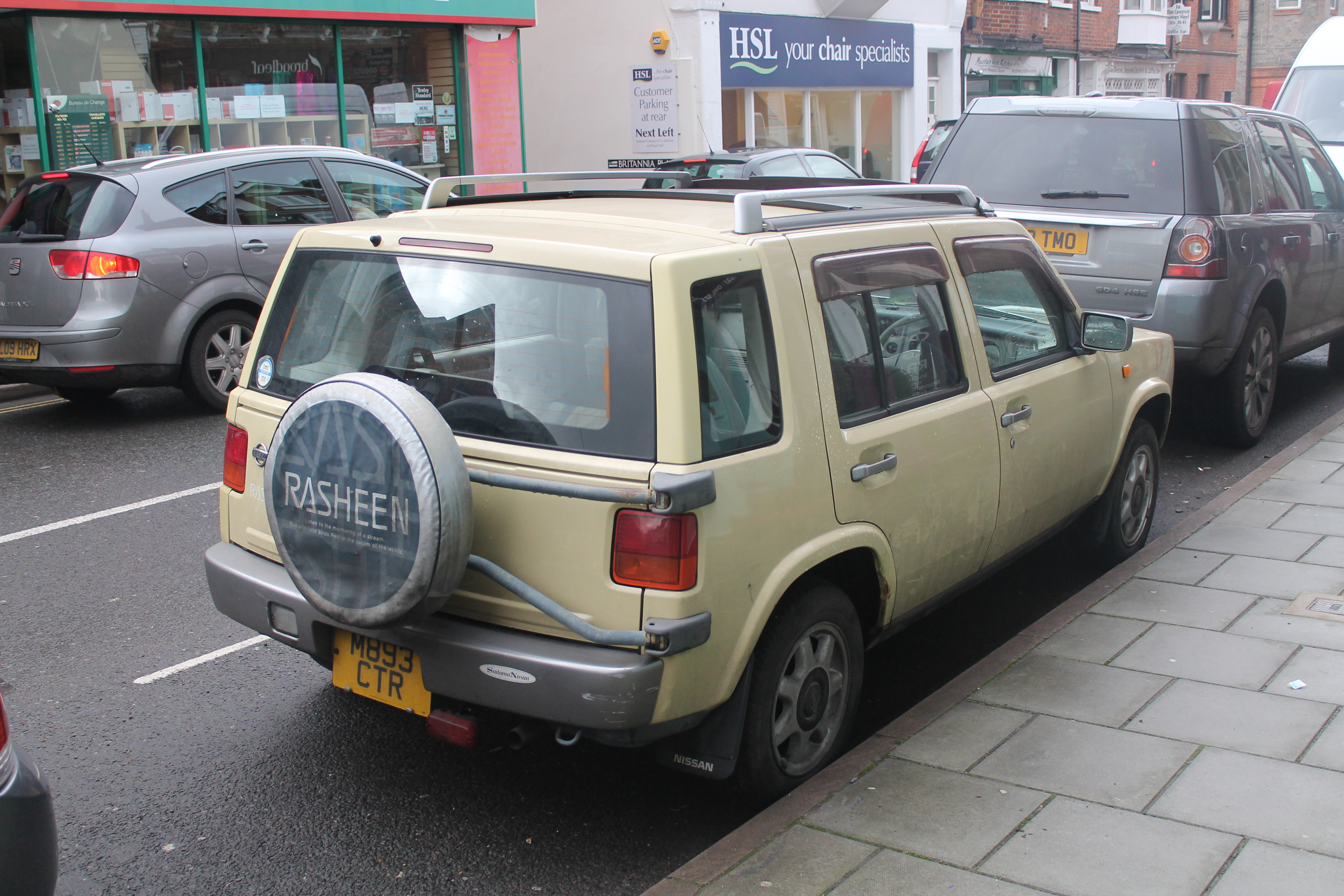
Nissan Rasheen, vista traseira

Ele tinha tração integral, o sistema de transmissão de força ATTESA da Nissan. Este é um acoplamento viscoso que determina para onde enviar o torque com base nas situações de tração. Os freios ABS foram introduzidos em setembro de 1996, juntamente com vários pacotes de acabamento introduzidos durante o período de produção. Originalmente construído apenas com um motor de quatro cilindros em linha de 1,5 litros com 77 kW, o motor de 1,8 litros com 92 kW foi adicionado à programação em janeiro de 1997, disponível apenas com a transmissão automática. Após ter sido exibido no Tokyo Motor Show de 1997, o ainda maior Rasheen Forza com motor SR20DE com 107 kW foi adicionado em julho de 1998. Em agosto de 2000, a produção parou, em meio à reestruturação após o “Plano de renascimento” de Carlos Ghosn e o Nissan Rasheen foi substituído pelo Nissan X-Trail / Rogue. 